# Panadelsuppe
La Panadelsuppe (nota anche come Panadlsuppe) è un piatto tradizionale austriaco che viene essenzialmente preparato con zuppa, pane bianco e uova.

## Etimologia
Nella parola "Panadel" si sente la parola latina "panis" (pane), ma il nome di questa zuppa è preso dal francese. "Panadel" è l'adattamento viennese della parola francese "panade" (zuppa di pane). La preferenza per il francese a Vienna risale al XVIII secolo, epoca in cui alla corte viennese l'influenza dell'italiano fu soppiantata dal francese. Di conseguenza le parole francesi, come nel caso della Panadelsuppe, sono state adottate anche per il campo culinario.

## Preparazione classica
La classica Panadelsuppe è preparata con brodo di manzo e pane bianco raffermo. I pezzi di pane vengono sbattuti durante la cottura fino a quando non si è disintegrato in piccoli fiocchi. Alla fine, la zuppa viene tolta dal fuoco e amalgamata con l'uovo  sbattuto. Nelle ricette della giovane letteratura di cucina austriaca, la Panadelsuppe viene aggiustata di sapore con un pizzico di noce moscata e pepe e cosparsa di erba cipollina tritata finemente prima di servire.

## Varianti
In Alta Austria, dove la Panadelsuppe è chiamata anche "Bahsupp'n", il pane viene tagliato a fette sottili e abbrustolito (da cui il nome "Bahsupp'n") e successivamente aggiunto al brodo di carne bollente, brodo di carne affumicata o di manzo. Nel ricettario Donauland di Alfred Kofranek, un classico della giovane letteratura di cucina austriaca, i panini vengono privati della crosta e alla zuppa vengono aggiunti pezzi di cipolla tritati finemente e soffritti nello strutto bollente. Ci sono anche ricette in cui la Panadelsuppe viene sfumata con il vino. Al posto del brodo di manzo, come base per la Panadelsuppe viene usato anche il brodo vegetale.

## Cucina leggera e dietetica
Intorno alla metà del XX secolo, la Panadelsuppe era consigliata anche come pasto speciale per i bambini piccoli e come alimentazione leggera per malati e convalescenti. In Alta Austria, la Panadelsuppe viene data principalmente alle donne che hanno partorito di recente.